# 阿爾伯特·赫希曼

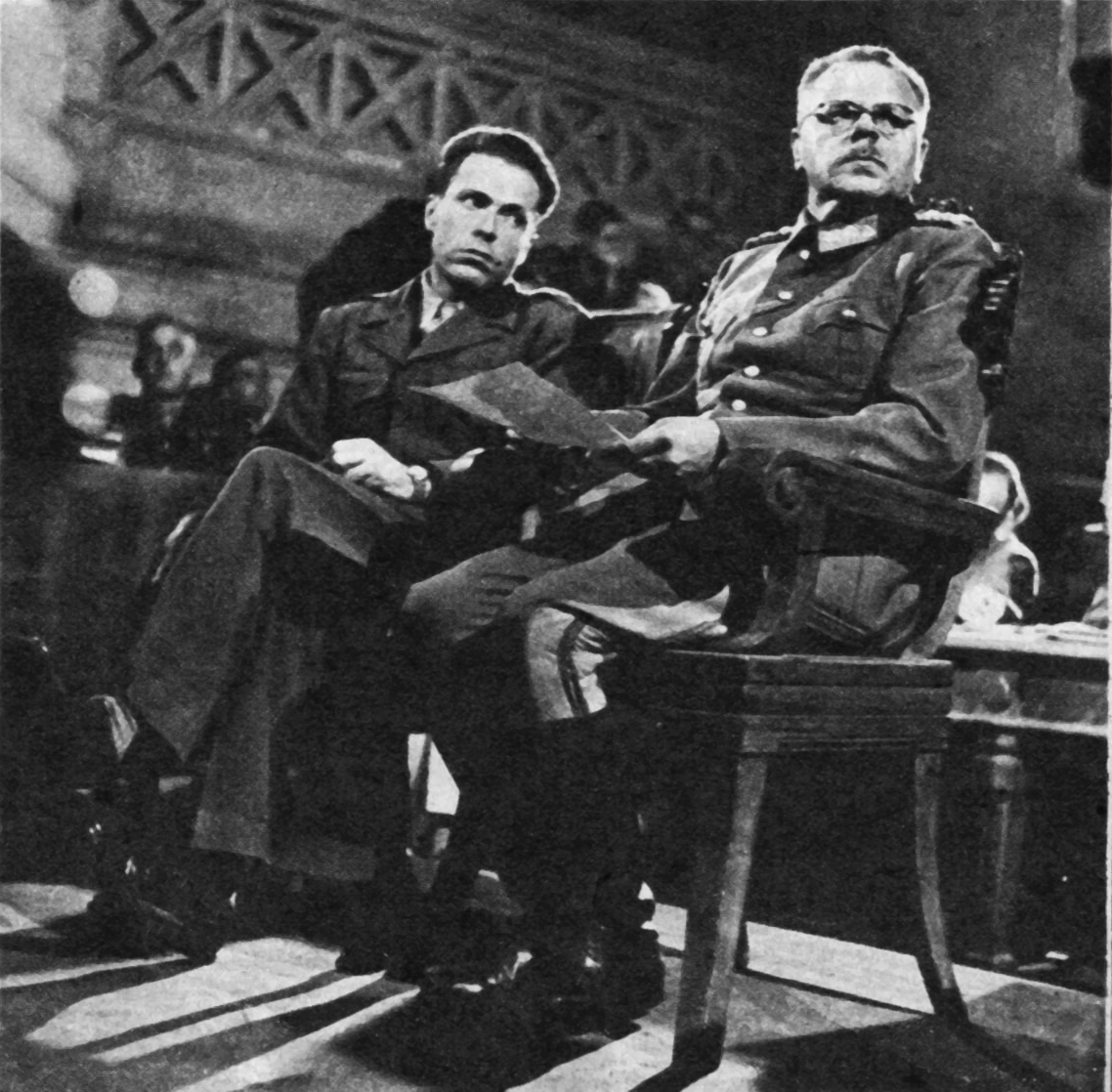
赫希曼（左）1945年在意大利之盟軍戰犯審判軍事法庭上為德軍步兵上將安東·多斯特勒擔任口譯人員。

阿爾伯特·奧圖·赫希曼（英語：Albert Otto Hirschman，1915年4月7日—2012年12月11日），又譯阿爾伯特·赫希曼，生於德國柏林，出身猶太人家庭，知名經濟學家與思想家。其學術生涯早期專長於發展經濟學，中後期則開始對政治經濟學以及政治意識型態做深入研究。著有《叛離、抗議與忠誠》及《反動的修辭》兩本政治學經典著作。
赫希曼生於德國柏林犹太中产家庭，18岁躲避反犹浪潮逃至法国，1936年7月西班牙内战爆发，赫緒曼參與成為共和军战士，二战爆发時志愿加入法国陆军，抵抗德国入侵，法国投降后流亡到马赛的赫緒曼和目睹纳粹崛起的美国记者瓦里安·弗莱合作成立「緊急救援委員會」，以協助犹太人辦證出逃歐陸，「緊急救援委員會」救出了包括如政治哲學家漢娜·鄂蘭夫婦和藝術家馬克·夏卡爾等兩千多人。

## 生平
赫希曼生於德國柏林的猶太人中產家庭，父親名卡爾·赫希曼（Carl Hirschmann），母親名海德薇希·馬庫斯·赫希曼（Hedwig Marcuse Hirschmann），姊姊娥蘇拉·赫希曼（Ursula Hirschmann，1913年生）後來成為知名的反法西斯主義運動成員。16歲時，赫希曼成為年輕的社會主義支持者，加入德国社会民主党青年組織，參與反納粹黨運動。
1932年進入柏林洪堡大學，1933年，希特勒被任命為德国总理，赫希曼離開德國至法國，就學於法國巴黎大学。1935年，獲得獎學金，至英國政治經濟學院進修。1936年7月，西班牙內戰爆發，赫希曼投入反對法西斯主義運動，先至義大利的里雅斯特大学求學，隨後前往巴塞隆納，支持西班牙共和政府，對抗佛朗哥將軍的勢力。1938年，取得經濟學博士學位，隨後至法國經濟社會研究所與國際知識合作學院，擔任研究員。 
1939年，二次世界大戰爆發後，赫希曼回到法國，志願加入法國陸軍，以對抗德國納粹勢力。1940年，法國向德國納粹政府投降後，赫希曼在馬賽參與反納粹的地下反抗活動。美國記者瓦里安·弗萊組成緊急救援委員會，幫助佔領區的歐洲難民移民至美國；赫希曼為弗萊工作，他負責帶領難民由法國佔領區，越過庇里牛斯山山區小徑，到達西班牙，經葡萄牙轉往美國。緊急救援委員會在二次大戰初期，救出了包括如政治哲學家漢娜·鄂蘭夫婦和藝術家馬克·夏卡爾等兩千多人。在工作一段時間後，成為納粹搜捕的目標，因此被迫離開法國，他沿著庇里牛斯山小徑，離開了歐洲。
1941年1月，赫希曼抵達美國紐約，得到美國洛克斐勒基金會獎學金，至加州大學柏克萊分校進行研究，擔任國際經濟學研究員。他在加州出版了第一本著作，同時與妻子莎拉結婚。1943年，他志願加入美國陸軍，被派往北非，之後隨盟軍進攻義大利。在軍隊中，他擔任德語翻譯，曾參加紐倫堡大審。因為加入美國陸軍，使他獲得美國國籍。
1946年，以士官退伍之後，進入美國聯邦儲備委員會，擔任經濟學專家，參與馬歇爾計劃，成為西歐與大英國協區域主管（Chief of the Western European and British Commonwealth Section）。
1952年，至哥倫比亞首都波哥大，擔任哥倫比亞政府的經濟顧問。1954年，在波哥大開設自己的私人顧問公司。
1956年，回到美國，擔任耶魯大學客座教授。1958年，出版《經濟發展的策略》（The Strategy of Economic Development），提出不均衡發展策略。隨後改任哥倫比亞大學國際關係教授。
1964年，擔任哈佛大學政治經濟學教授。
1967年，提出隱藏之手原則。
1974年，成為哈佛大學Lucius N. Littauer政治經濟學講座教授，同時成為普林斯顿高等研究院教授，直到1985年退休。
2012年，赫緒曼以97岁高龄逝世。
美国新保守主義政治学家弗朗西斯·福山回顾赫希曼其主要贡献，特別點出《反动的修辞》的時代意義，要小心保守派以负面结果的可能论点來反對所有改革努力，但也提醒赫希曼對革命性的改革的問題，應崇尚见效慢但稳定开展的民主“改革管理”。

## 思想
1958年，赫希曼出版《經濟發展策略》，核心思想在反對作為通說的「平衡增長（balanced growth）」觀點；他主張第三世界國家的增長基本上是不平衡的；有些成功的成長經驗會出現平衡的原因在於出現了全面的成長，如消費品與投資品已差不多速度產生等等。但這在第三世界國家是很難做到的；因此赫希曼主張「不平衡增長（unbalanced growth）」，一個國家先要加強會產生聯繫（linkages）的部分產業。此處他進一步區分所謂前向聯繫（Forward linkages）與後向聯繫（Backward linkages）: 當投資在某一產業能進一步刺激對該產業下游的投資，該產業即稱有前向聯繫；反之，若投資在某一產業會刺激對上游產品的投資，則稱該產業有後向聯繫。赫希曼認為，由於第三世界國家多以農業為主，此產業間的聯繫較弱而只多直接依靠出口與消費。是故舉例來說，國家要投資像製革業而非製鞋業，來增強整體經濟的上下聯繫關係；同理，製鐵業會比汽車業更合適，但就後面的例子而言赫希曼認為開發中國家不宜扶持資本投入比過大的產業（如鋼鐵業）。
赫希曼在其1970年出版的《叛離、抗議與忠誠》一書，用一個廣泛的格局解釋政治、商業與工業的各種問題。當一個組織開始失去對其成員的凝聚力時，其成員能以兩種方法回應:其一是經濟人的手段即直接叛離（exit），其二是政治化的溝通即抗議（voice）或協調。赫希曼認為成員們選擇哪一種方法乃決定於其對組織的忠誠度（loyalty）: 忠誠愈高則抗議出聲愈常被使用。
在出版於1991年的《反動的修辭》裡，赫希曼企圖解釋為何民主社會對立團體間出現難以對話的進行社會改革的問題。在這裡所謂的「反動」，並不一定針對某一種保守主義的傾向，而是指反對他人意見的三種既定模式: 其一是悖謬論（perversity），即說對方的主張總會因某種原因而造成與其目標背道而馳之結果，例如「最低工資其實剛好會傷害較無專長之勞工」。其二是無效論（futility），即說對方的主張由於其他因素終會徒勞無功，如「革命是沒什麼用的，因為人們無法快速脫離帝制思維，終究只會造成更多傷亡」。其三是危害論（jeopardy），即對方所主張的改變將會讓一些舊有的正面價值消逝，終究得不償失。赫希曼透過對法國大革命、普遍選舉權、福利國家三項重大民主進程中出現的反動言論，歸納出此三種論述方法，並對之作出評論: 悖謬論者常固執自己似乎理性的意見，而無法看到政策多面向的綜合後果；無效論者過度相信自己的未來的判斷；而危害論者總是擁著一己之懷舊心理，覺得過去的就是美善的，而忽略了他者的想法。

## 著作
- 1958. The Strategy of Economic Development. New Haven, Conn.: Yale University Press. ( 《經濟發展策略》，徐育珠譯，台北: 臺灣銀行經濟研究室，1974；《經濟開發策略》，汪賜曾,蔡來春合譯，台北: 協志工業叢書出版公司，1976；《经济发展战略》，曹征海, 潘照东譯，经济科学出版社，1991)
- 1970. Exit, Voice, and Loyalty: Responses to Decline in Firms, Organizations, and States. Cambridge, MA: Harvard University Press.
- 1991. The Rhetoric of Reaction: Perversity, Futility, Jeopardy. Cambridge, MA: The Belknap Press of Harvard University Press.(《反動修辭學》，吳介民譯，台北: 新新聞出版，2002；《反動的修辭》，王敏译，江苏人民出版社，2012)